# Melapio de Invierno
Melapio de Invierno es el nombre de una variedad cultivar de manzano (Malus domestica). Esta manzana está cultivada en diversos viveros entre ellos algunos dedicados a conservación de árboles frutales en peligro de desaparición. Esta manzana es originaria de la Provincia de Salamanca concretamente en Peñacaballera en la Sierra de Gredos, donde tuvo su mejor época de cultivo comercial anteriormente a la década de 1960, y actualmente en menor medida aún se encuentra.

## Sinónimos
- "Manzana Melapio de Invierno",[5][7]
- "Melapio de Peñacaballera".[8]

## Historia
'Melapio de Invierno' es una variedad de la provincia de Salamanca en Peñacaballera, en la comarca de la Sierra de Béjar. El cultivo del manzano en Salamanca en superficies importantes se remonta a principios del siglo XX sobre todo en la zona de Sierra de Béjar, La Alberca, y en Cepeda, con variedades como 'Melapio de Peñacaballera', 'Camuesa del Puerto de Béjar', 'Reineto Blanco', Reineto Rojo'. . .
'Melapio de Invierno' está considerada incluida en las variedades locales autóctonas muy antiguas, cuyo cultivo se centraba en comarcas muy definidas. Se caracterizaban por su buena adaptación a sus ecosistemas y podrían tener interés genético en virtud de su adaptación. Se encontraban diseminadas por todas las regiones fruteras españolas, aunque eran especialmente frecuentes en la España húmeda. Estas se podían clasificar en dos subgrupos: de mesa y de sidra (aunque algunas tenían aptitud mixta).
'Melapio de Invierno' es una variedad clasificada como de mesa, difundido su cultivo en el pasado por los viveros comerciales y cuyo cultivo en la actualidad se ha reducido a huertos familiares y jardines privados.

## Características
El manzano de la variedad 'Melapio de Invierno' tiene un vigor medio; florece a finales de abril; tubo del cáliz cónico o en embudo con tubo corto, estambres insertos por debajo de la mitad.
La variedad de manzana 'Melapio de Invierno' tiene un fruto de tamaño medio a grande ; forma más alta que ancha, oval o tronco-cónica, rebajada en el lado del ojo, presenta contorno irregular; piel muy levemente grasa; con color de fondo de amarillo verdoso a blanquecino, sobre color leve lavado, con chapa levísimamente iniciada o totalmente ausente, presentando un punteado uniforme, ruginoso entremezclado con blanco, y una sensibilidad al "russeting" (pardea miento áspero superficial que presentan algunas variedades) débil; pedúnculo medio y grueso, anchura de la cavidad peduncular estrecha o mediana, profundidad de la cavidad peduncular profunda, haciendo embudo, con chapa ruginosa definida que sobresale el borde formando estrella, borde levísimamente ondulado, y con importancia del "russeting" en cavidad peduncular fuerte; anchura de la cav. calicina medianamente estrecha, profundidad de la cav. calicina poco profunda, de borde ondulado más o menos leve, a veces ruginosidad en el fondo, y con importancia del "russeting" en cavidad calicina débil; ojo cerrado; sépalos muy compactos en su nacimiento, convergentes, largos, de color verdoso con tomento.
Carne de color crema con fibras verdosas; textura tierna, jugosa, crujiente; sabor característico de la variedad, muy dulce, muy agradable; corazón bulbiforme; eje abierto y hueco; celdas alargadas y estrechas, rellenas de lanosidad; semillas alargadas.
La manzana 'Melapio de Invierno' tiene una época de maduración y recolección tardía, en otoño, se recoge durante el mes de octubre. Tiene la ventaja de conservarse muchos meses después de recogida sin necesidad de cámara, ni ceras, ni conservantes. Se usa como manzana de mesa fresca, y muy valorada para elaborar repostería.
Manzano que parece presentar cierta resistencia a la plaga Carpocapsa.